# Хришћанска мисија
Хришћанска мисија (од лат. missio – слање, додељивање) је један од облика деловања Цркве и верских организација, са циљем ширењем хришћанства међу неверницима или представницима других вера. Постоји разлика између „спољне” мисије (у другим земљама) и „унутрашње” мисије (међу неверницима и људима друге вере на сопственој канонској територији).
Главни задатак хришћанског мисионарског покрета је оснивање нових црквених зајеница. Исти задатак био је пред апостолима Исуса Христа. Црква се доживљава као више од грађевине. Црква у ширем смислу је тело Христово сачињено од њених чланова. Многе цркве су почињале са редовним службама по домовима, а тек тада су се прикупљали прилози за изградњу храма.
Процес изградње цркава од стране интеркултуралних мисионара подразумева формирање самоуправних, самоодрживих група верника. Интеркултурални мисионари су људи који преузимају одговорност да евангелизују људе других култура на основу Христовог Великог позива. Игноришући сопствена уверења, интеркултурални мисионари покушавају да разумеју и комуницирају са људима других култура и религија.
Поред тога, многи мисионари промовишу економски развој, писменост, здравствену заштиту, образовање и сиротишта у уверењу да тиме славе Бога. Хришћанске доктрине нам омогућавају да помажемо људима без потребе да промене веру.

## Историја хришћанских мисија
Према документима Лозанског комитета за преобраћење света, библијска основа за хришћанске мисије је први пут изложена у Књизи постања 12:1-3, у којој је благословен оснивач народа Аврам и кроз њега су благословени његови следбеници и сви људи света.
Према овом мишљењу, прва (јеврејска) мисија је била да истакне особу коју је благословио сам Бог, проповедајући Његова учења другим људима. Ова идеја је потврђена у многим старозаветним списима (на пример, Пост. 17:4-6 и Пс. 67:1-36), као и у опису структуре првог храма (његовог спољашњег дворишта које је било намењено незнабошцима).
Један од првих хришћанских мисионара био је апостол Павле („апостол незнабожаца“ (Рим. 11:13)). Створио је тумачење јеванђеља за грчку и римску културу, дозвољавајући му да превазиђе јеврејски контекст.
У раној хришћанској ери већину мисија су обављали монаси. Манастири су следили Христово упутство и подржавали мисије, библиотеке и истраживања са циљем да умање патње човечанства, уздижући Бога. На пример, присталице несторијанства су већи део северне Африке преобратиле у хришћанство. Цистерцити су претворили већи део северне Европе, а такође су развили већину класичних европских метода пољопривреде.
У 16. веку, христијанизација Азије била је уско повезана са португалском колонијалном политиком. Ауторитетом римског понтифекса, задатак ширења хришћанства у Азији поверен је Португалцима, који су добили право да освоје ове територије. Трговина Португала са Азијом доносила је велике приходе, па је доласком језуита у Индију, око 1540. године, влада колоније у Гои финансирала хришћанске мисије. Касније су језуити послати у Кину и друге азијске земље. Како је моћ Португала слабила, растао је утицај хришћанских организација и колонијалних власти.
После реформације, скоро стотину година, протестантске цркве готово да нису обављале мисионарски рад због борбе са Римокатоличком црквом. Међутим, како је век пролазио, протестантске цркве су наставиле са својим напорима да славе Бога међу неверницима. Значајни мисионари у Северној Америци били су Џонатан Едвардс, проповедник Великог буђења који се одрекао светског живота и постао мисионар Индијанцима, бранећи их од културног империјализма.
Европска култура је била наметнута другим народима и често је постојао културни јаз између хришћана и других култура који је било тешко премостити. Једно од решења овог проблема било је стварање тзв. „градове обожавања“ за локалне хришћане. Сличне градове створили су мисионари на Хавајима. Током шпанске колонизације Америке, католички мисионари су проучавали америчке индијанске језике и развили писани језик за њих са циљем да проповедају на овим језицима уместо на шпанском. У екстремним случајевима, стратегија језуитских редукција је коришћена, на пример, за народе Гуарани, када је формирана полунезависна језуитска резерва.
Око 1792. године, сиромашни баптистички обућар Вилијам Кери, инспирисан причама о путовању Џејмса Кука у Полинезију, написао је памфлет „Истраживање употребе средстава од стране хришћана да преобрате пагане у хришћанство“. У свом раду Вилијам Кери је пружио детаљне географске и етнолошке податке о људима који никада нису чули за Јеванђеље. Ово дело је означило почетак брзог формирања мисионарског покрета. 
Томас Коук, први амерички методистички бискуп, назива се оснивачем методистичких мисија. Након што је провео у Методистичкој цркви, он и његов колега бискуп Френсис Езбери започели су мисионарски рад. Када је Т. Коук живео у Америци, енергично се борио за подршку хришћанских мисија и надахњивао мисионаре. Томас Коук је умро током своје мисије у Индији.

## Мисионарска проповед у Кини
Следећи талас мисија, који је настао почетком 1850-их, био је усмерен на унутрашњост земаља, а не на њихова приобална подручја. Хадсон Тејлор је организовао чувену мисију у Кини. Касније му је у томе помогао Хенри Гратан Гуинис.
Овај талас мисија се често назива „мисија вере“. Тејлор је водио начин живота који је познат локалним становницима, облачивши кинеску одећу, говорећи кинески код куће, и тиме увредила многе мисионаре тог доба. Његове књиге, разговори и понашање довели су до организовања бројних мисија и инспирисали формирање студентског волонтерског покрета. Између 1850. и 1950. из ове организације је послато приближно 10 000 мисионара. Сви су били у великом ризику, јер је постојала велика вероватноћа да се заразе локалном тропском болешћу, а око 80 одсто њих није живело у месту ни две године.
Године 1910. одржана је Единбуршка мисионарска конференција у Шкотској под председавањем студентског волонтерског активисте (будућег нобеловца) Џона Мота, где су разматрани проблеми преобраћења људи, превођења Библије на друге језике, подршке цркви и обуке мисионара. Конференција је развила стратегије за преобраћење људи у хришћанство широм света. Ова конференција означила је почетак екуменске сарадње у мисионарском раду и била је подстрек за оснивање модерног екуменског покрета.
Око 1935. Вилијам Таунсенд и Доналд МекГаран покренули су нови талас мисионарског рада. Схватили су да, иако су њихови претходници у мисијама посетили готово свако географско подручје планете, остале су бројне етнографске групе изоловане од других група (језиком и културом) које су мисионари већ посетили. Таунсенд је организовао компанију за превођење Библије на матерњи језик ових група. МекГаран се концентрисао на елиминисање културних баријера између група. У Индији је, на пример, МекГаран пронашао око 4.600 људи који су говорили различитим дијалектима, различитим културама и заузимали различите положаје у друштву. Упркос текућим демократским реформама, кастинске и класне разлике остају чврсто укоријењене у културним перцепцијама многих људи.
Још једна веома корисна мисионарска стратегија је коришћење локалног становништва за преобраћење других. Већина савремених мисионара и мисионарских друштава напустила је наметање своје културе народима. Уместо тога, они се фокусирају на ширење јеванђеља и превођење Библије на друге језике. Понекад су мисионари неопходни да би се очувала култура народа међу којима живе.
Често, да би пронашли заједнички језик са локалним становништвом, мисионари чине све што је могуће да побољшају добробит људи, побољшају медицинску негу и елиминишу неписменост. Мисионари су отворили хиљаде школа, сиротишта и болница.
Историјски гледано, реч „мисија“ се често односи на зграду, „мисионску станицу“, у којој мисионари живе и раде. Ове станице су често средишта избегличких или номадских насеља.

## Историја православних мисија
Свети Кирило и Методије се сматрају првим православним мисионарима (око 860. године). Они су саставили словенску азбуку у две верзије – ћирилицу и глагољицу. Преводили су црквене књиге са грчког на словенски и вршили богослужења на словенском језику. Упркос отпору Рима и Цариграда, њихови следбеници су словенским народима преносили Реч Божију и делили књиге Светог писма и богослужбене текстове писане глагољицом и ћирилицом. У 10-11 веку, у Русији је почела да доминира ћирилица.
Масовно крштење Русије почело је под царем Владимиром Свјатославовичем. Крсну мисију су углавном вршили митрополити Михаил (990-992), Леонтије (992-1007) и Јован (1007-1015) послати из Византије. Из хроника се зна да су се христијанизацији активно одупирали мудраци, који су говорили 1024, 1069-1071; а подржавали су их Кијева, Новгорода и становници Владимирско-Суздаљске земље. Јачањем економске и социјалне улоге православне цркве у руским кнежевинама, пре свега у Великом Новгороду, почиње значајно кретање монашких мисионара ка североистоку, у Поморије.
У 14. веку свети Стефан Пермски је ширио хришћанство међу Зирјанима. Од последње четвртине 14. века почела је прва већа монашка колонизација Севера, повезана са подвижничком делатношћу ученика и следбеника светог Сергија Радоњешког. 
Први беломорски пустињаци припремили су пут за други талас монашке колонизације Севера, који је почео у 15. веку. Ако су православни мисионари испрва тражили усамљена монашка достигнућа у Подвини и Белом мору, онда је већ друга генерација лутајућих монаха схватила потребу да се мисионарска делатност споји са стварањем великих манастира који би могли постати духовни, економски и политички центри појединих северних региона. Такви центри су били манастир Трифонов Печенга манастир на полуострву Кола, Соловецки манастир на Белом мору, Николо-Корелски и Михаило-Архангелски манастири у Доњој Подвини, Антонијево-Сијски манастир у Двинском Поморју.
У наредним вековима, православни мисионарски рад је ишао упоредо са државно-феудалном политиком колонизације севера. Велику улогу у ширењу мисионарства одиграли су епископи Холмогорске и Вашке епархије, створене 1682. године, а касније и епископи Архангелске епархије.
Духовни пастири цркве покренули су активне напоре за ширење хришћанства међу неруским народима севера. Године 1824-1829. архимандрит Венијамин (Смирнов) је покрстио преко 3.300 Ненета, порушивши све њему познате паганске храмове и жртвена места.
Успеху мисионарске делатности Руске православне цркве из друге половине 19. века допринело је Православно мисионарско друштво, настало 1865. године на иницијативу митрополита московског Инокентија, који је постао први председник овог Друштва. Сврха Друштва је била помоћ мисијама и њиховим радницима, као и општа координација мисионарских напора Цркве. Сверуски мисионарски конгреси – у Кијеву 1908. године, у Казању и Иркутску 1910. године – имали су велики значај за подстицање и усмеравање мисионарске делатности Цркве.
Ширење православља дешавало се и ван територије Русије. Герман са Аљаске ширио је православну веру у Руској Америци. Дела св. равноапостолног Николаја, архиепископа јапанског, захваљујући коме се на јапанским острвима појавила Православна Црква. Свети Инокентије, касније митрополит московски, такође је био апостол Америке.